# Gui de Ponthieu
Gui de Ponthieu (vers 1014 – 22 décembre 1074 ou 1075), fut évêque d'Amiens de 1058 à sa mort. Il était issu de la Maison de Ponthieu qui détenait le comté de Ponthieu.

## Biographie

### Lignée
Gui de Ponthieu est le deuxième fils connu d'Enguerrand Ier, comte de Ponthieu, et d'une femme inconnue. Adélaïde de Frise, veuve de Baudouin II de Boulogne, semble n'avoir été que sa belle-mère. La date de naissance probable de son frère, Hugues II de Ponthieu, vers 1014, laissa à penser que Gui est né d'une première épouse d'Enguerrand, probablement issue de la Maison de Vexin. La chronologie suggère que Guy est issu du second mariage, mais le comté d'Amiens étant tenu par la maison de Vexin, et il est possible que les comtes d'Amiens aient voulu faciliter l'arrivée de l'un des leurs sur le siège épiscopal. D'ailleurs, les deux prédécesseurs de Guy à l'évêché étaient issus de la maison de Vexin.

### Formation
Destiné à une carrière religieuse, son père l'envoie à l'abbaye de Saint-Riquier, avec son cadet Foulque pour y être éduqué. D'après Hariulf, un moine chroniqueur de l'abbaye, il en est l'un des plus brillants élèves. L'un de ses mentors est l'abbé Enguerrand (dit le Sage, mort le 9 décembre 1045).

### Carrière canoniale
Gui devint chanoine à la cathédrale d'Amiens, probablement alors que Foulques (II) y était évêque (1030-1058). Il fut nommé archidiacre (probablement de Ponthieu) vers 1045, et devint très proche de l'évêque.
Il entra en conflit avec les moines de l’Abbaye de Corbie, proche d'Amiens qui échappaient à la juridiction du diocèse. Il dénonça en outre l'ordination comme prêtre, au terme du concile de Reims (1049) du nouvel abbé, Foulques de Corbie. Il en appela au pape Léon IX, qui l'invita à soumettre ses preuves au concile de Verceil, mais finalement se déroba à la convocation.
En 1056, il était, avec le comte Harold Godwinson (le futur roi Harold II d'Angleterre), l'un des témoins d'une charte de Baudouin V de Flandre.

### Carrière épiscopale

#### Conflit avec l'Abbaye de Corbie
À la mort de Foulques (II), en 1058, Gui de Ponthieu lui succéda sur le siège épiscopal d'Amiens. Il assista à la translation des restes de Paschase Radbert à Corbie mais resta en conflit avec l'abbaye. Dès sa consécration, il multiplia les brimades contre l'abbaye de Corbie. L'appel de l'abbé auprès du pape Alexandre II va mettre l'évêque d'Amiens en difficulté. Saisi de la plainte de Foulques de Corbie, le souverain pontife réclama à l'archevêque de Reims Gervais de Belleme la déchéance temporaire de Gui de Ponthieu. Ce dernier dut finalement se soumettre et reconnaître définitivement l’exemption de l'abbaye de Corbie moyennant la cession d'un terrain à l'évêché.

#### Un familier des cours de France et d'Angleterre
L'une de ses premières actions est d'assister à Reims au couronnement du très jeune Philippe Ier de France, le 23 mai 1059. Par la suite, il est régulièrement présent à la cour du roi de France. Mais il est aussi en bonne relation avec la cour d'Angleterre, et obtient un parement précieux pour l'abbé de Saint-Riquier Gervin (I), de la part de la reine Édith de Wessex.
Le chroniqueur médiéval Orderic Vital, écrivant environ un demi-siècle plus tard, relate que Gui était l'aumônier de la  reine Mathilde et l'accompagna avec Guillaume le Conquérant en Angleterre pour qu'elle y soit couronnée en mai 1068, après la conquête normande. Pour l'historien britannique Frank Barlow, bien que ce soit possible, il n'en existe aucune preuve écrite dans les chartes et autres documents légaux dont il aurait pu être le témoin.

#### Un acteur de la vie locale
Gui de Ponthieu fonda, à Amiens, en 1073, un monastère qui devint l'abbaye Saint-Martin-aux-Jumeaux. Vers 1077, il fit don aux chanoines du chapitre cathédral de 12 moulins qu'il possédait dans le quartier Saint-Leu : moulins à grains, moulins à guède... il leur céda également ses droits de juridiction et de voirie sur les eaux de la Somme.
Il mourut un 22 décembre de l'année 1074 ou 1075, âgé d'environ 60 ans.

## L'auteur duCarmen?
Le chroniqueur Orderic Vital relate dans sa chronique Historia ecclesiastica que Guy est l'auteur d'un poème sur la bataille d'Hastings (1066). Il écrit :
« Guy, évêque d'Amiens, composa un poème métrique, dans lequel, à l'imitation de Virgile et de Stace, qui chantèrent les exploits des héros, il fit la description de la bataille de Senlac, blâmant et condamnant Harold, mais louant beaucoup et glorifiant Guillaume ».
« [Mathilde de Flandre] passa la mer avec un grand concours d'hommes et de femmes nobles [pour se faire couronner reine d'Angleterre en 1068]. Parmi les clercs qui remplissaient auprès d'elle les fonctions du culte divin, on remarquait le célèbre Guy, évêque d'Amiens, qui déjà avait mis en vers le récit de la bataille d'Harold contre Guillaume ».
Quand, en 1826, Georg Heinrich Pertz découvre un long poème en latin incomplet et non signé, correspondant à cette description, dans un manuscrit daté d'environ 1100, le rapprochement est rapidement fait. Cela est d'autant plus convaincant que le prologue du poème est adressé de la part de W. à L., et que les historiens ne trouvent alors pas d'alternative crédible à Guy (Wido) pour Lanfranc, archevêque de Cantorbéry à partir de 1070. Toutefois, depuis sa découverte, son attribution à Gui a toujours été contestée, et l'est toujours aujourd'hui. Pour l'historien britannique Frank Barlow, le ton légèrement anti-Normands et la mise en valeur exagérée des contributions des princes de Picardie à la conquête normande de l'Angleterre, font de l'évêque d'Amiens un bon candidat.

## Pour approfondir